# Phare de Cabo Dañoso
Le phare de Cabo Dañoso (en espagnol : Faro Cabo Dañoso) est un phare actif situé sur Cabo Dañoso (es) (département de Magallanes), dans la Province de Santa Cruz en Argentine.
Il est géré par le Servicio de Hidrografía Naval (SHN) de la marine .

## Histoire
Le phare   a été mis en service le 23 décembre 1947  à 60 km au  nord-est de la ville de Puerto San Julián. Il fonctionne à l’énergie solaire fournie par des panneaux solaires photovoltaïques.

## Description
Ce phare  est un tour cylindrique en fer, avec une galerie et une lanterne circulaire de 12 m de haut. La tour est peinte en blanc avec trois bandes horizontales rouges et la lanterne est rouge. Il émet, à une hauteur focale de 44 m, quatre éclats blancs, séparés par 5 secondes par période de 45 secondes. Sa portée est de 10.3 milles nautiques (environ 19 km).
Identifiant : ARLHS : ARG-025 - Amirauté : G1160 - NGA : 110-19960.

### Lien connexe
- Liste des phares d'Argentine